# Grand Prix automobile de Belgique 1980
Résultats du Grand Prix de Belgique de Formule 1 1980 qui a eu lieu sur le circuit de Zolder le 4 mai.

## Classement

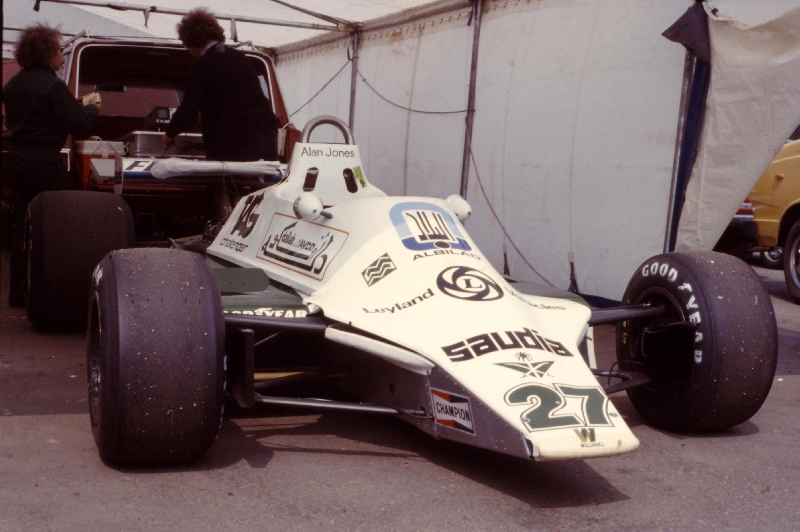
La Williams-Ford d'Alan Jones aux essais du GP de Zolder en 1980

| Pos. | No | Pilote                | Écurie          | Tours | Temps/Abandon                     | Grille | Points |
| ---- | -- | --------------------- | --------------- | ----- | --------------------------------- | ------ | ------ |
| 1    | 25 | Didier Pironi         | Ligier-Ford     | 72    | 1 h 38 min 46 s 51 (186,402 km/h) | 2      | 9      |
| 2    | 27 | Alan Jones            | Williams-Ford   | 72    | + 47 s 37                         | 1      | 6      |
| 3    | 28 | Carlos Reutemann      | Williams-Ford   | 72    | + 1 min 24 s 12                   | 4      | 4      |
| 4    | 16 | René Arnoux           | Renault         | 71    | + 1 tour                          | 6      | 3      |
| 5    | 3  | Jean-Pierre Jarier    | Tyrrell-Ford    | 71    | + 1 tour                          | 9      | 2      |
| 6    | 2  | Gilles Villeneuve     | Ferrari         | 71    | + 1 tour                          | 12     | 1      |
| 7    | 21 | Keke Rosberg          | Fittipaldi-Ford | 71    | + 1 tour                          | 21     |        |
| 8    | 1  | Jody Scheckter        | Ferrari         | 70    | + 2 tours                         | 14     |        |
| 9    | 4  | Derek Daly            | Tyrrell-Ford    | 70    | + 2 tours                         | 11     |        |
| 10   | 12 | Elio De Angelis       | Lotus-Ford      | 69    | Sortie de piste                   | 8      |        |
| 11   | 26 | Jacques Laffite       | Ligier-Ford     | 68    | + 4 tours                         | 3      |        |
| Abd. | 9  | Jan Lammers           | ATS-Ford        | 64    | Moteur                            | 15     |        |
| Nc.  | 7  | John Watson           | McLaren-Ford    | 61    | Non classé                        | 20     |        |
| Abd. | 29 | Riccardo Patrese      | Arrows-Ford     | 58    | Accident                          | 16     |        |
| Abd. | 11 | Mario Andretti        | Lotus-Ford      | 41    | Boîte de vitesses                 | 17     |        |
| Abd. | 22 | Patrick Depailler     | Alfa Romeo      | 38    | Échappement                       | 10     |        |
| Abd. | 5  | Nelson Piquet         | Brabham-Ford    | 32    | Accident                          | 7      |        |
| Abd. | 8  | Alain Prost           | McLaren-Ford    | 29    | Arbre de roue                     | 19     |        |
| Abd. | 20 | Emerson Fittipaldi    | Fittipaldi-Ford | 16    | Panne électrique                  | 24     |        |
| Abd. | 14 | Tiff Needell          | Ensign-Ford     | 12    | Moteur                            | 23     |        |
| Abd. | 23 | Bruno Giacomelli      | Alfa Romeo      | 11    | Suspension                        | 18     |        |
| Abd. | 6  | Ricardo Zunino        | Brabham-Ford    | 5     | Transmission                      | 22     |        |
| Abd. | 30 | Jochen Mass           | Arrows-Ford     | 1     | Sortie de piste                   | 13     |        |
| Abd. | 15 | Jean-Pierre Jabouille | Renault         | 1     | Embrayage                         | 5      |        |
| Nq.  | 17 | Geoff Lees            | Shadow-Ford     |       | Non qualifié                      |        |        |
| Nq.  | 18 | Dave Kennedy          | Shadow-Ford     |       | Non qualifié                      |        |        |
| Nq.  | 31 | Eddie Cheever         | Osella-Ford     |       | Non qualifié                      |        |        |

## Pole position et record du tour
- Pole position : Alan Jones en 1 min 19 s 12 (vitesse moyenne : 193,923 km/h).
- Meilleur tour en course : Jacques Laffite en 1 min 20 s 88 au 57e tour (vitesse moyenne : 189,703 km/h).

## Tours en tête
- Didier Pironi : 72 (1-72)

## À noter
- 1re victoire pour Didier Pironi.
- 5e victoire pour Ligier en tant que constructeur.
- 128e victoire pour Ford-Cosworth en tant que motoriste.